# Регламент за дървения материал
Регламентът на ЕС за дървения материал (EUTR – Регламент (EС) № 995/2010) е Регламент на Европейския съюз от 20 октомври 2010 г., който противодейства на търговията с незаконно добит дървен материал и изделия от незаконно добит дървен материал на територията на ЕС. Той забранява пускането на пазара в ЕС на незаконно добит дървен материал и изделия от незаконно добит дървен материал и определя задълженията на операторите. Регламентът се прилага във всички държави членки на ЕС от 3 март 2013 г.

## Регламент на Европейския съюз
| Регламент на Европейския парламент и на Съвета за определяне на задълженията на операторите, които пускат на пазара дървен материал и изделия от дървен материал Изготвен от Европейския парламент and Съвета Изготвен в съответствие с член 192, параграф 1 Справка в Официален вестник L 295, 12.11.2010 г., стр. 23 – 34 |
| История |
| Изготвен: 20 октомври 2010 г. Прилага се от: 3 март 2013 г. |
| Подготвителни текстове |
| Становище на Европейския икономически и социален комитет: OВ C 2009/318, стр. 88 Позиция на Европейския парламент: OВ C 2009/184Е Р 145 Позиция на Европейския парламент: издадена на 7.7.2010 г. Предложение на Комисията: Com 2008/0644 окончателен Процедура за съвместно решение Позиция на Съвета; OВ C 2010/114E P 17 |
| Друго законодателство |
| Изменения: 52008PC0644 |

### Контекст
Незаконната сеч – добивът на дървен материал в нарушение на законите или разпоредбите на страната, в която се добива – оказва сериозно икономическо, екологично и социално въздействие върху някои от най-ценните останали гори в света и върху общностите, които разчитат на тях. Тя води до загуба на приходи, обезсмисля усилията на законните оператори и е свързана с обезлесяването, загубата на биологично разнообразие и емисиите на парникови газове, както и с конфликтите за земя и ресурси, и с обезправяването на местните общности.
ЕС е важен експортен пазар за държави, в които степента на беззаконията и лошото управление в горския сектор са най-сериозни. Допускайки дървен материал и изделия от дървен материал на пазара в ЕС, които потенциално се получават от незаконни източници, държавите от ЕС в значителна степен подкрепят практиката за незаконна сеч.
За да обърне внимание на този въпрос през 2003 г. ЕС разработи План за действие за FLEGT (Прилагане на законодателството в областта на горите, управлението и търговията), който предвижда редица мерки за изключване на незаконния дървен материал от пазарите, за подобряване на доставката на законен дървен материал и за увеличаване на търсенето на отговорни изделия от дървен материал. EUTR заедно със споразуменията за доброволно партньорство (търговски споразумения с държави, износителки на дървен материал, които помагат за предотвратяване на пускането на незаконен дървен материал на европейския пазар) представляват двата основни елемента на плана за действие.

### Резюме
За да противодейства на незаконната сеч в световен план, EUTR забранява пускането на пазара в ЕС на незаконно добит дървен материал и на изделия от незаконно добит дървен материал. Той разделя тези сделки с дървен материал и изделия от дървен материал в две категории – оператори и търговци. Всеки има свои отличителни задължения.
Операторите – дефинирани в регламента като онези, които първи пускат дървения материал и изделията от дървен материал на пазара в ЕС – трябва да полагат дължима грижа. Междувременно търговците – дефинирани в EUTR като онези, които продават или купуват дървен материал или изделия от дървен материал, които вече са пуснати на пазара в ЕС – са задължени да съхраняват информация за своите доставки и клиенти, за да може дървеният материал да бъде проследен лесно.

### Дължима грижа
От операторите се изисква да полагат дължима грижа, когато пускат дървен материал или изделия от дървен материал на пазара в ЕС, за да се сведе до минимум рискът те да търгуват с незаконно добит дървен материал или с изделия, съдържащи незаконно добит дървен материал.
С други думи това означава, че те трябва да въведат система за управление на риска с три направления:
-Информация: операторът трябва да има достъп до информация, в която са описани дървеният материал и изделията от дървен материал, страната, в която е добит (и където е приложимо, поднационалния регион и концесията), дървесни видове, количество, данни за доставчика и информация за съответствието с националното законодателство.
-Оценка на риска: операторът трябва да направи оценка на риска от незаконно добит дървен материал за своята част от веригата на доставка, въз основа на установената по-горе информация и като има предвид критериите, определени в EUTR.
-Намаляване на риска: когато оценката показва, че рискът от незаконно добит дървен материал по веригата на доставка не може да се пренебрегне, този риск може да бъде намален чрез допълнителни мерки, например, изискване на допълнителна информация и проверка от страна на доставчика.
Операторите могат да изберат да разработят своя собствена „система за надлежна проверка“ или да използвате такава, разработена от организация за мониторинг.

### Обхват на изделията
Законодателството обхваща както дървен материал и изделия от дървен материал, произведени в ЕС, така и такива, внесени отвън. Продуктите, които попадат в обхвата на регламента включват: изделия от масив, подови настилки, шперплат, дървесна маса и хартии, и др. Не се включват продукти от рециклиране, както и печатни хартиени изделия като книги, списания и вестници.
Дървен материал и изделия от дървен материал, които притежават валиден лиценз по силата на Плана за действие на ЕС за прилагане на законодателството в областта на горите, управлението и търговията (FLEGT) или на Конвенцията за международна търговия със застрашени видове от дивата флора и фауна (CITES), се считат за съвместими с изискванията на EUTR.
Отделните индивиди, които продават или купуват дървен материал и изделия от дървен материал за своя собствена лична употреба, не са засегнати от EUTR.

### Приложение
Регламентът на ЕС за дървения материал е задължителен във всяка държава от ЕС. Законодателството във всяка държава определя ефективни, съразмерни и възпиращи санкции, за да може EUTR да се спазва. Във всяка държава има компетентен орган, който координира прилагането на регламента.

### Подзаконови нормативни актове
На 23 февруари 2012 г. Европейската комисия прие Делегиран регламент (ЕС) № 363/2012 на Комисията за регулиране на процедурните правила за признаването и оттеглянето на признаване на мониторингови организации.
В допълнение на 6 юли 2012 г. Европейската комисия прие Регламент за изпълнение (ЕС) № 607/2012 на Комисията с цел да се гарантира, че регламентът се прилага еднакво в целия ЕС. Той посочва подробно мерките за оценка на риска и за намаляване на риска, които са част от „системата за надлежна проверка“, както и честотата и естеството на проверките, които компетентните органи на държавите членки ще извършват на организациите за мониторинг.